# Équipe du Kenya de cricket

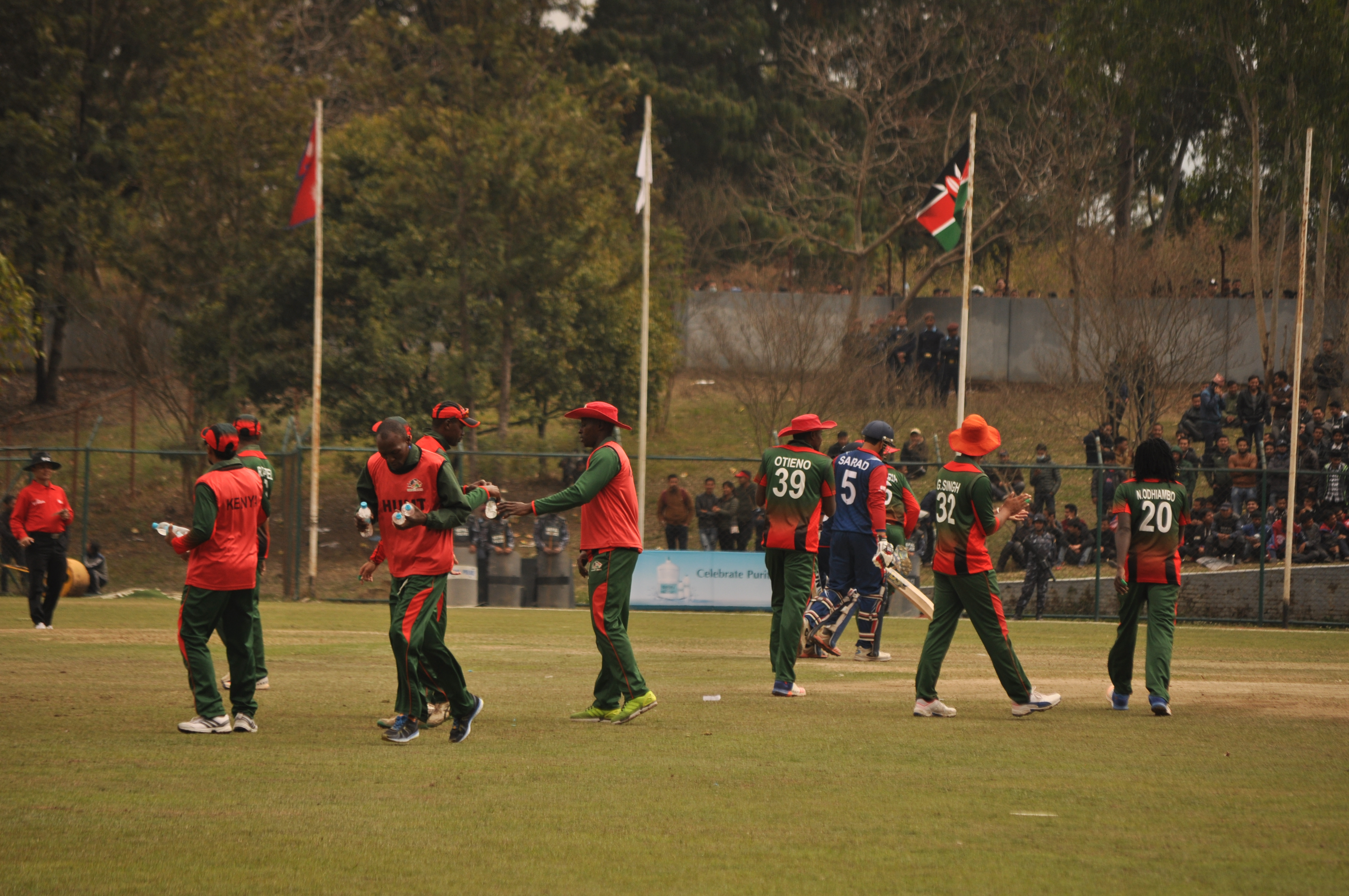
Match de cricket Nepal Vs Kenya le 13/03/2017

L'équipe du Kenya de cricket est autorisée par l'International Cricket Council (ICC) à jouer des ODI. Elle a gagné ce statut peu après la Coupe du monde de cricket 1996, où elle réussit à battre les Indes Occidentales par 73 runs. Après avoir perdu tous ses matchs lors de l'édition 1999, elle fut la surprise de la coupe du monde 2003, en battant plusieurs équipes ayant le statut de test. En 2005, l'ICC a décidé que le Kenya verrait sa possibilité de jouer des ODI remise en jeu lors de l'ICC Trophy 2009. Elle garde cependant ce statut entre 2005 et 2009, ce qui lui a permis d'être qualifiée directement pour la Coupe du monde 2007 (même si elle joue en ICC Trophy et en World League, un niveau en dessous des tests-nations).

## Palmarès
| Coupe du monde de cricket - 1975 : premier tour - 1996 : premier tour - 1999 : premier tour - 2003 : demi-finale - 2007 : premier tour - 2011 : premier tour - 2015 : non qualifié |  | ICC Trophy - 1979: premier tour - 1982: premier tour - 1986: premier tour - 1990: demi-finale - 1994: finaliste - 1997: finaliste |